# 忙兀台
忙兀台（13世纪—1290年），又译忙古歹、忙忽带、蒙古带。元朝将领，蒙古塔塔儿部人。东平路达鲁花赤塔思火儿赤之孙，铁里哥之子。
初事忽必烈，为博州路奥鲁总管。至元七年（1270年）为监战万户，至元八年（1271年）为邓州新军蒙古万户，在万山南岸治水军。至元十年（1273年）率兵攻南宋樊城、襄阳，夺城西南角，率部先入城。至元十一年（1274年）从伯颜、阿术南征，参加沙洋、新城之战，率军从沙芜入长江，攻郢州、黄州、鄂州均取胜。至元十一年（1275年）攻下黄州、蕲州、安庆府、池州，招降和州，被任命为两浙大都督。丁家洲之战，夺宋将孙虎臣巨舰。沿江东下取常州。至元十四年（1277年），任闽广大都督。追宋端宗、赵昺入福建，击败张世杰，攻取福州、漳州诸州县。至元十五年（1278年），任福建行省参知政事，驻福州，镇抚福建八州，不久升任福建行省左丞。至元十八年（1281年），升福建行省右丞。至元二十一年（1284年），改为江淮行省平章政事，至元二十二年（1285年），进官江浙行省左丞相，行省管内军政皆听节制。曾上奏招募岛民为水工准备东征日本。省治由杭州移至扬州，在淮东地区进行屯田等。曾多次镇压所在地区民变。至元二十七年（1290年），以丞相兼枢密院事出镇江西，为江西行省左丞相，到任四十天病故。

## 延伸阅读
[在维基数据编辑]
 《元史·卷131》，出自宋濂《元史》
 《新元史/卷160》，出自柯劭忞《新元史》